# Čtvrtá eucharistická modlitba
Čtvrtá eucharistická modlitba byla v liturgii římskokatolické církve zavedena v rámci liturgické reformy po druhém vatikánském koncilu jako alternativa pro římský kánon. Vznikla zkrácením a úpravou koptské anafory sv. Basila Velikého z přelomu 4. a 5. století. Je určena zejména pro neděle v liturgickém mezidobí a má svou vlastní prefaci, kterou nelze zaměnit za jinou.